# Noyelles-sur-Selle
Noyelles-sur-Selle é uma comuna francesa na região administrativa de Altos da França, no departamento do Norte. Estende-se por uma área de 5.05 km². Em 2010 a comuna tinha 707 habitantes (densidade: 140 hab./km²).